# Refojos de Riba de Ave
Refojos de Riba de Ave oder nur Refojos ist ein Ort und eine ehemalige Gemeinde (Freguesia) im Norden Portugals.
Refojos de Riba de Ave gehört zum Kreis Santo Tirso im Distrikt Porto. Die Gemeinde hatte eine Fläche von 6,5 km² und 962 Einwohner (Stand 30. Juni 2011).
Am 29. September 2013 wurden die Gemeinden Refojos de Riba de Ave und Carreira zur neuen Gemeinde União das Freguesias de Carreira e Refojos de Riba de Ave zusammengeschlossen.